# Wells Fargo Plaza
Il Wells Fargo Plaza è un grattacielo di Houston, negli Stati Uniti. Ospita la banca Wells Fargo.
Nel 1993 perse un gran numero di finestre a causa del uragano Alicia.
L'ingresso del grattacielo appare in un film americano del 1989 avente come titolo "Le strade della paura"